# Lieferinger NS-Putsch
Im Zuge des Juliputsches der Nationalsozialisten ist es nach der Ermordung des Bundeskanzlers Engelbert Dollfuß in Wien am 25. Juli 1934 auch in mehreren Orten des Bundeslandes Salzburg zu Unruhen und Schießereien gekommen. Die blutigsten Auseinandersetzungen haben zwar in Lamprechtshausen stattgefunden (Lamprechtshausener NS-Putsch), aber auch in Liefering sind am 27. Juli 1934 mehrere Personen zu Tode gekommen.

## Vorgeschichte des Lieferinger NS-Putsches
In Liefering sind 1934 – wie in ganz Österreich auch – von den Nationalsozialisten mehrere schwere Anschläge verübt worden. So wurde am 19. Mai 1934 im Hof des Lieferinger Missionshauses ein fünf  Kilo schwerer Papierböller gezündet, der beträchtlichen Sachschaden anrichtete. Dem folgte eine Serie weiterer Anschläge, unterstützt von Propagandaballons, die von bayerischer Seite aufgestiegen sind. Ein vorläufiger Höhepunkt war der 29. Mai 1934, als auf der Eisenbahnbrücke bei Rott auf Schutzkorpsangehörige von Bayern aus 15 Pistolenschüsse abgegeben wurden. Im Zuge der Ermittlungen konnten mehrere Nationalsozialisten als Täter ausfindig gemacht werden. Ein am 15. Juni 1934 in Salzburg tagendes Standgericht (bei Bombenanschlägen war damals ein Todesurteil möglich) verhängte gegen drei Angeklagte mehrjährige Haftstrafen; obwohl im Gefängnishof des Gerichts bereits drei Galgen aufgebaut waren, wurde kein Todesurteil vollstreckt. 

## Ablauf des Putschversuches in Liefering
Der Höhepunkt des versuchten Naziaufstandes war auch in Liefering der 27. Juni 1934. In Liefering und der grenznahen Ortschaft Rott war von der SA geplant, den Gendarmerieposten, die Schutzkorpskaserne und das Zollamtsgebäude zu besetzen, da die Nationalsozialisten durch die Gefangennahme der Exekutivorgane hofften, den Weg für den Einmarsch der Österreichischen Legion freimachen zu können. Der Befehl an den 29-jährigen Elektriker Karl Sommer von dem Salzburger SA-Leiter Mutter lautete, um 18:30 Uhr den Gendarmerieposten zu besetzen und die Waffen auszuteilen.
Die beim Lieferinger Hartlwirt versammelten 16 Mitglieder der SA wurden jedoch bald entdeckt und das Gasthaus wurde umstellt. Bei dem Versuch, die Verdächtigen festzunehmen, wurde der Heimwehrkompagnieführer Felix Egger von den Putschisten erschossen. Bei dem weiteren Feuergefecht wurden vier Hilfsgendarmen verletzt, zwei davon so stark, dass sie innerhalb einer Woche verstarben. Einer der getöteten Hilfsgendarmen war der verheiratete Maxglaner Maurer Karl Hackinger, Jahrgang 1903; er hinterließ eine Frau und drei minderjährige Kinder. Das andere Opfer war der Lieferinger Johann Angelberger. 
Nachdem es der Exekutive nicht gelungen war, in den Gasthof einzudringen, griff der Heimatschützer Johann Straßhofer mit seinen Leuten das Gasthaus von der Seite an, dabei war er erfolgreich. Die Putschisten versuchten zwar zu fliehen, der Großteil konnte jedoch gestellt werden. Nur der Anführer der Putschisten konnte mit zwei Komplizen flüchten; sie versuchten, über die Salzachauen zur Salzach zu gelangen und nach Bayern zu fliehen. Der Anführer erreichte aber das falsche Ufer und wurde in Anthering von Bauern gefunden und der Gendarmerie übergeben. Derjenige, der die tödlichen Schüsse auf Felix Egger abgegeben hatte, entkam nach Deutschland. Der dritte von ihnen ertrank auf der Flucht in der Salzach und wurde eine Woche später in Obernberg am Inn gefunden. 
In dem nahen Rott hatten sich in den Gasthäusern „Haselwimmer“ und „Anfang“ weitere 35 Nationalsozialisten versammelt. Nach dem Ende der Kämpfe in Liefering wurde dies der Gendarmerie gemeldet und die Exekutive, verstärkt durch Wiener Heimatschützer, begab sich zu den beiden Wirtshäusern. Die Putschisten im Gasthof Haselwimmer konnten festgenommen werden, die im Gasthof Anfang versuchten zu flüchten. Zwei Nationalsozialisten verschanzten sich in einem Bauernhaus, das dann gestürmt werden musste. Die Flüchtigen wurden am Dachboden gestellt, einer davon war der pensionierte Direktor der Bürgerschule von Maxglan. 

## Ende des Putschversuchs
Insgesamt konnten 42 SA-Mitglieder festgenommen werden. Zwei von ihnen wurden von einem Militärgericht in Linz zu je neun Jahren Kerker verurteilt, obwohl in Salzburg das Standrecht verkündet worden war und die Taten mit einem Todesurteil bedroht waren. 
Für die drei Gefallenen wurde beim Kriegerdenkmal in Liefering eine Gedenktafel angebracht, die sich aber heute nicht mehr finden lässt.